# 100 години Американски филмов институт... 100 звезди
100 години Американски филмов институт... 100 звезди (на английски: AFI's 100 Years... 100 Stars) е списък с топ 50 американски кино звезди, 25 мъже и жени. Списъкът е обявен от Американския филмов институт на 16 юни, 1999, по CBS със специален водещ Шърли Темпъл и 50 настоящи актьори, които представят звездите.

## Списъкът
| #   | Мъже               | #   | Жени             |
| --- | ------------------ | --- | ---------------- |
| 1.  | Хъмфри Богарт      | 1.  | Катрин Хепбърн   |
| 2.  | Кари Грант         | 2.  | Бети Дейвис      |
| 3.  | Джеймс Стюарт      | 3.  | Одри Хепбърн     |
| 4.  | Марлон Брандо      | 4.  | Ингрид Бергман   |
| 5.  | Фред Астер         | 5.  | Грета Гарбо      |
| 6.  | Хенри Фонда        | 6.  | Мерилин Монро    |
| 7.  | Кларк Гейбъл       | 7.  | Елизабет Тейлър  |
| 8.  | Джеймс Кагни       | 8.  | Джуди Гарланд    |
| 9.  | Спенсър Трейси     | 9.  | Марлене Дитрих   |
| 10. | Чарли Чаплин       | 10. | Джоан Крофорд    |
| 11. | Гари Купър         | 11. | Барбара Стануик  |
| 12. | Грегъри Пек        | 12. | Клодет Колбер    |
| 13. | Джон Уейн          | 13. | Грейс Кели       |
| 14. | Лорънс Оливие      | 14. | Джинджър Роджърс |
| 15. | Джийн Кели         | 15. | Мей Уест         |
| 16. | Орсън Уелс         | 16. | Вивиан Лий       |
| 17. | Кърк Дъглас        | 17. | Лилиан Гиш       |
| 18. | Джеймс Дийн        | 18. | Шърли Темпъл     |
| 19. | Бърт Ланкастър     | 19. | Рита Хейуърт     |
| 20. | Братята Маркс      | 20. | Лорън Бекол      |
| 21. | Бъстър Кийтън      | 21. | София Лорен      |
| 22. | Сидни Поатие       | 22. | Джийн Харлоу     |
| 23. | Робърт Мичъм       | 23. | Карол Ломбард    |
| 24. | Едуард Г. Робинсън | 24. | Мери Пикфорд     |
| 25. | Уилям Холдън       | 25. | Ава Гарднър      |

Легендите бяха представени от 50 настоящи актьори:
Кевин Бейкън, Алек Болдуин, Жаклин Бисет, Ърнест Боргнайн, Джеймс Каан, Джим Кери, Чеви Чейс, Шер, Кевин Костнър, Били Кристъл, Джина Дейвис, Лора Дърн, Мат Дилън, Ричард Драйфус, Клинт Истуд, Мия Фароу, Бриджит Фонда, Питър Фонда, Морган Фрийман, Тери Гар, Упи Голдбърг, Джеф Голдблум, Уди Харелсън, Ричард Харис, Голди Хоун, Грегъри Хайнс, Дъстин Хофман, Анджелина Джоли, Майкъл Кийтън, Мартин Ландау, Джесика Ланг, Шърли Маклейн, Марша Мейсън, Марли Матлин, Майк Майърс, Едуард Нортън, Едуард Джеймс Олмос, Мис Пиги, Лин Редгрейв, Джулия Робъртс, Джина Роуландс, Кевин Спейси, Силвестър Сталоун, Род Стайгър, Шарън Стоун, Барбра Страйсънд, Били Боб Торнтън, Лили Томлин, Емили Уотсън и Джеймс Уудс

## Допълнителна информация
- Лилиан Гиш има най-дългата кариера – 75 години.
- Лорънс Оливие има най-дългата кариера сред мъжете – 59 години.
- Има една жива жена (София Лорен) и един жив мъж (Сидни Поатие).
- Марлон Брандо, Сидни Поатие и София Лорен дебютират през 1950, годината избрана за край на класацията.
- Десет легенди са направили пет известни дуета: Катрин Хепбърн и Спенсър Трейси, Хъмфри Богарт и Лорън Бекол, Лорънс Оливие и Вивиан Лий, Фред Астер и Джинджър Роджърс и Кларк Гейбъл и Карол Ломбард. Братята Маркс са единствената група в списъка.
- Тринайсет звезди са преминали от неми филми към филми със звук: Джоан Кроуфърд, Грета Гарбо, Барбара Стануик, Лилиан Гиш, Карол Ломбар, Мери Пикфорд, Кларк Гейбъл, Чарли Чаплин, Гари Купър, Джон Уейн, братята Маркс, Бъстър Кийтън и Едуард Г. Робинсън. Обаче, от тези, Стануик, Ломбард, Гейбъл, Купър, Уейн, Робинсън и братята Маркс са имали само по две или три малки роли през периода на немите филми. Единствените легенди, които са били звезди преди и след филмите със звук са Джоан Кроуфърд, Грета Гарбо, Лилиан Гиш, Мери Пикфорд, Чарли Чаплин и Бъстър Кийтън. Кариерите на Гиш, Пикфорд, Кийтън и Чаплин започнали да западат много бързо през 30-те години. Кариерата на Гарбо завършила през 1942. Само Джоан Кроуфърд успяла да направи кариера като актриса и звезда по продължителна, като завършила кариерата си през 1976, година преди да умре, с което завършва 55-годишната си кариера като звезда от театъра, киното и телевизията.
- Тринайсет легенди са родени извън Америка: Одри Хепбърн в Белгия; Ингрид Бергман и Грета Гарбо в Швеция; Марлене Дитрих в Германия; Клодет Колбер във Франция; Вивиан Лий в Индия; София Лорен в Италия; Мери Пикфорд в Канада; Едуард Г. Робинсън в Румъния и Елизабет Тейлър, Кари Грант, Чарли Чаплин и Лорънс Оливие в Англия. Осем са родени в Ню Йорк: Барбара Стануик, Мей Уест, Рита Хейуърт, Лорън Бекол, Хъмфри Богарт, Джеймс Кагни, Бърт Ланкастър и братята Маркс.
- В два филма участват най-много легенди. В Как бе завоюван Запада, Хенри Фонда, Джеймс Стюърт, Джон Уейн и Грегъри Пек, а Спенсър Трейси е разказвач. По-малко известният Хлъзгави перли (или Откраднати бижута), 20-минутен филм включва Джоан Кроуфърд, Барбара Стануик, Гари Купър, Бъстър Кийтън и Едуард Г. Робинсън.